# Хаджи Райт
Хаджи Амир Райт (на португалски: Haji Amir Wright); роден на 27 март 1998 г. в Лос Анджелис)  е американски футболист, играещ на поста полузащитник. Играе за Ковънтри Сити и националния отбор по футбол на САЩ. Участник на Мондиал 2022.

## Успехи

### Ню Йорк Космос
- Шампион (1): 2015